# نمایشگاه بین‌المللی خودروی آلمان
نمایشگاه میان‌کشوری خودرو آلمان (به آلمانی: Internationale Automobil-Ausstellung) مشهور به نمایشگاه بین‌المللی خودرو فرانکفورت، مهم‌ترین و یکی از بزرگ‌ترین نمایشگاه خودرو جهان است که هر ۲ سال یک‌بار و تحت سامان‌دهی انجمن صنعت خودروی آلمان برگزار می‌شود. از سال ۱۹۹۱ میلادی این نمایشگاه به دو نمایشگاه ماشین‌های صنعتی و ماشین‌های شخصی تقسیم شده است. در سالهای زوج نمایشگاه ماشین‌های صنعتی و تجاری در هانوفر و در سال‌های فرد نمایشگاه ماشین‌های شخصی (و بعضی از موتورسیکلت‌ها) در فرانکفورت برگزار می‌گردد. به طور معمول برای برگزاری هر باره این نمایشگاه به ۱۲ ساختمان نیاز است.

## تغییر مکان محل برگزاری
قرارداد بین نمایشگاه فرانکفورت و VDA، برگزارکننده نمایشگاه بین‌المللی خودروی آلمان، در سال 2019 منقضی شد. VDA با استناد به دلایلی تصمیم گرفت قرارداد را تمدید نکند. در عوض، VDA قصد خود را برای انتقال نمایشگاه‌های خودروی دوسالانه خود به شهر دیگری برای سال 2021 به بعد نشان داد. سه شهر نامزد نهایی برلین، هامبورگ و مونیخ بودند. چهار شهر دیگر نیز پیشنهاد داده بودند اما به دور نهایی راه پیدا نکردند: کلن، فرانکفورت، هانوفر و اشتوتگارت.
در 3 مارس 2020، VDA شهر مونیخ را انتخاب کرد. مونیخ بر اساس سه معیار برلین و هامبورگ را شکست داد. فرودگاه مونیخ دومین مرکز لوفت‌هانزا است و دارای بسیاری از پروازهای مستقیم بین المللی (دوم به فرانکفورت) است. مونیخ خانه ب‌ام‌و و چندین صنعت با فناوری پیشرفته دیگر مانند اپل، گوگل و بسیاری از شرکت های نوپا است. این شهر 130000 کارمند در صنعت خودرو دارد. شورای شهر به رهبری سبزها و دولت ایالتی بایرن به همراه 2/3 از افرادی که به این نظرسنجی پاسخ دادند، حمایت خود را اعلام کردند. این رویداد قرار بود از 7 تا 12 سپتامبر، قبل از شروع جشن اکتبر برگزار شود، اما به دلیل دنیاگیری کووید ۱۹ لغو شد. نمایشگاه بین‌المللی خودروی آلمان سرانجام در سپتامبر 2021 برگزار شد.

## مهم‌ترین خودروهای رونمایی شده

### ۱۹۹۵
این نمایشگاه در سال ۱۹۹۵ از ۱۴ سپتامبر تا ۲۴ سپتامبر ادامه داشت.
| مهم‌ترین رونمایی‌های سال ۱۹۹۵: - ب‌ام‌و سری ۵ (E39) - سیتروئن زانتیا (Break estate) - Lada 2110 (German premier) - مرسدس-بنز کلاس-ئی (W210) - میتسوبیشی کاریزما - اوپل کورسا Eco 3 - Opel Vectra - رنو مگان - سیات ایبیزا (rounded) - سیات کوردوبا SX - سیات تولدو (rounded) - تویوتا های‌آس | مهم‌ترین خودروهای مفهومی رونمایی شده در سال ۱۹۹۵: - آئودی تی‌تی مفهومی - پژو ۴۰۶ Evidence - پژو ۴۰۶ Stadium - تویوتا پریوس نمونه |

### ۱۹۹۷
این نمایشگاه در سال ۱۹۹۷ از ۱۱ سپتامبر تا ۲۱ سپتامبر ادامه داشت.
| مهم‌ترین رونمایی‌های سال ۱۹۹۷: - آلفارومئو ۱۵۶ - لندروور فری‌لندر - Mazda 626 Station Wagon - Opel Astra - روور ۲۰۰ / ۲۵ BRM - Volkswagen Golf 4 - Volvo V70 XC | مهم‌ترین خودروهای مفهومی رونمایی شده در سال ۱۹۹۷: - MINI Cooper نمونه - اوپل زفیرا مفهومی - Peugeot 806 Runabout Concept |

### ۱۹۹۹
در سال ۱۹۹ که از ۱۶ سپتامبر آغاز شد، بیش از ۱،۲۰۰ شرکت‌کننده از ۴۴ کشور جهان حضورت یافتند.

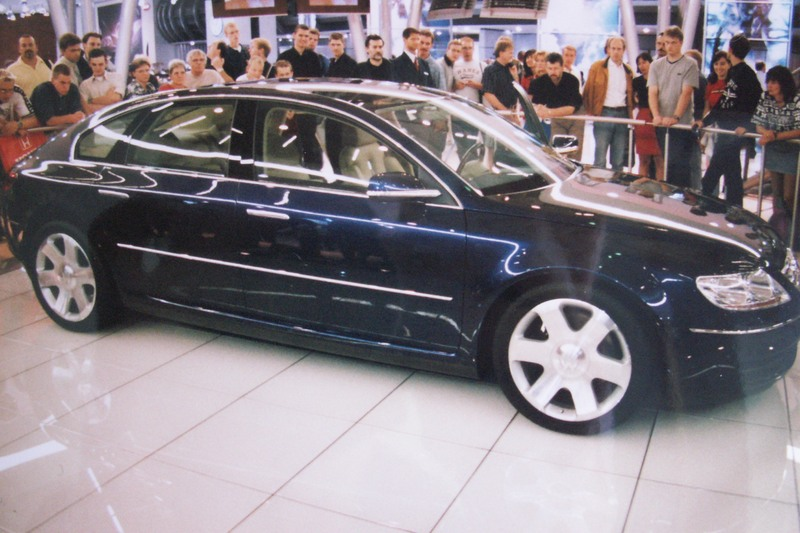
خودرو مفهومی فولکس‌واگن در نمایشگاه خودرو آلمان سال ۱۹۹۹.

| مهم‌ترین رونمایی‌های سال ۱۹۹۹: - آئودی ای۲ - BMW 328 Touring (estate) - ب‌ام‌و ام۳ - ب‌ام‌و ایکس۵ - ب‌ام‌و زد۸ - Citroën Saxo facelift - فیات پونتو - فورد فیستا facelift - هوندا این‌سایت - هیوندای اکسنت - نیسان آلمرا - Opel Speedster/ Vauxhall VX220 - پژو ۶۰۷ - Renault Avantime - Saab 9-3 Aero - Saab 9-5 Aero - سیات لئون - اشکودا فابیا - Volkswagen Polo facelift | مهم‌ترین خودروهای مفهومی رونمایی شده در سال ۱۹۹۹: - Citroën C6 Lignage - Volkswagen Concept D |

### ۲۰۰۱
آغاز به کار این نمایشگاه از تاریخ ۱۱ سپتامبر بود.

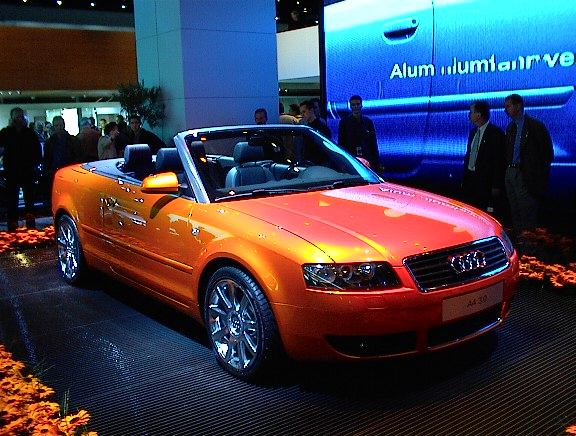
آئودی ای۴ با سقف بازشونده در نمایشگاه خودرو آلمان سال ۲۰۰۱.

| مهم‌ترین رونمایی‌های سال ۲۰۰۱: - آلفارومئو ۱۵۶ GTA/Sportwagon GTA - آئودی ای۴ Avant (estate) - آئودی ای۴ Convertible - ب‌ام‌و نیو کلاس کوپه facelift - ب‌ام‌و سری ۷ - کادیلاک سی‌تی‌اس - Citroën C3 - فورد فیستا - Honda Jazz - لامبورگینی مورسیه‌لاگو - Opel Combo - پژو ۲۰۶ SW - پژو ۳۰۷ SW - Renault Avantime - Saab 9-5 facelift - اشکودا ساپرب - تویوتا کورولا - Volkswagen Polo - ولوو اس۶۰ | مهم‌ترین خودروهای مفهومی رونمایی شده در سال ۲۰۰۱: - آئودی آوانتیسیمو - سیتروئن سی-کراسر - Ford Fusion Concept - Hyundai Clix - Nissan mm.e - Nissan Crossbow - اوپل سیگنوم 2 - رنو تلیس‌من - سیات آروسا Racer - SEAT Arosa City Cruiser - سیات تانگو - Volvo PCC 2 |

### ۲۰۰۳
برای نخستین بار در تاریخ این نمایشگاه میزان بازدیدکنندگان از خودروهای سواری به بیش از ۱،۰۰۰،۰۰۰ تن رسید. بیش از ۲،۰۰۰ برگزارکننده از ۴۲ کشور دنیا در سال ۲۰۰۳ در این نمایشگاه شرکت داشتند.

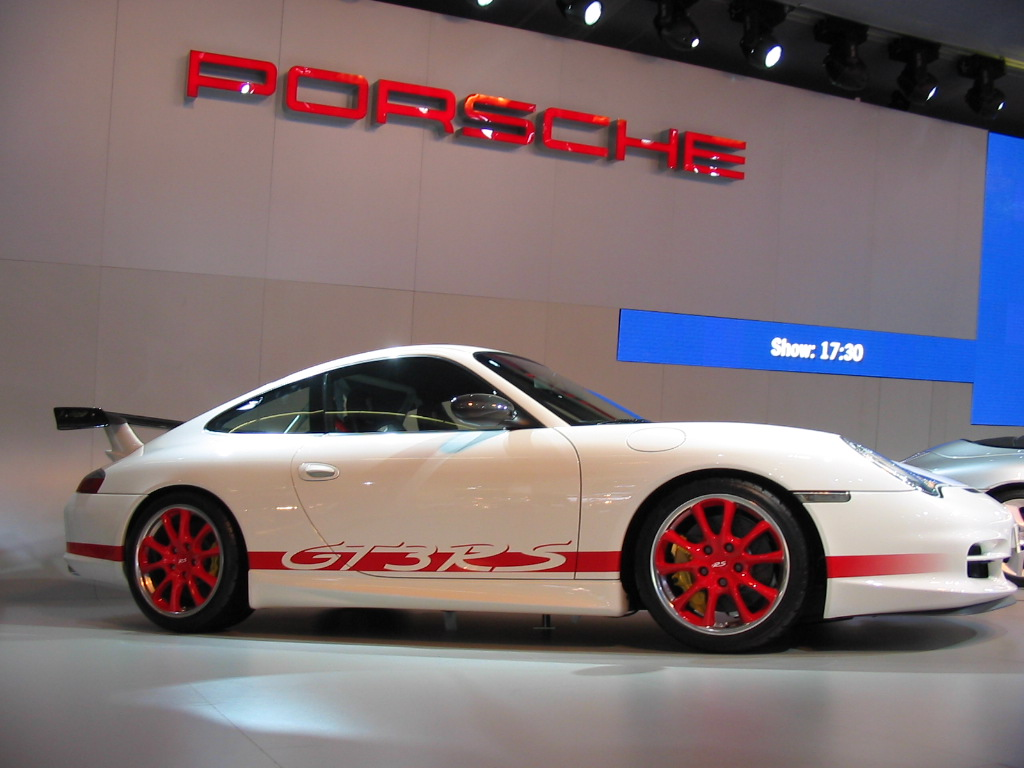
پورشه ۹۱۱ جی‌تی۳ رونمایی شده در سال ۲۰۰۳ نمایشگاه خودرو آلمان.

| مهم‌ترین رونمایی‌های سال ۲۰۰۳: - آستون مارتین دی‌بی۹ - ب‌ام‌و سری ۵ - ب‌ام‌و سری ۶ - ب‌ام‌و ایکس۳ - دوو لاستی - جگوار نوع ایکس Estate - لندروور فری‌لندر facelift - مازراتی کواتروپورو - مزدا ۳ - مرسدس بنز اس‌ال‌آر مک لارن - Opel Astra - Opel Vectra Caravan (estate) - سیات آلتئا - Volkswagen Golf 5 - ولوو اس۴۰ | مهم‌ترین خودروهای مفهومی رونمایی شده در سال ۲۰۰۳: - Citroën C-Airlounge - Ford Visos - Mazda Kusabi - Mitsubishi i - Nissan Dunehawk - اوپل اینسیگنیا Concept - Peugeot 407 Elixir - Renault Be Bop - Saab 9-3 Sport Hatch - Škoda Roomster - Suzuki Concept S2 - Toyota CS&S - Volkswagen Concept R |

### ۲۰۰۵
بیش‌ترین تمرکز خودروسازان در نمایشگاه سال ۲۰۰۵ بر خوروهای آینده‌نگر همچون hybrid, hydrogen, flex-fuel و SCR قرار داشت تا از این راه مصرف آلاینده‌های هوا همچون دی‌اکسید کربن کاهش داده شود. در این سال نزدیک به ۹۴۰،۰۰۰ بازدیدکننده از نمایشگاه دیدن کردند.

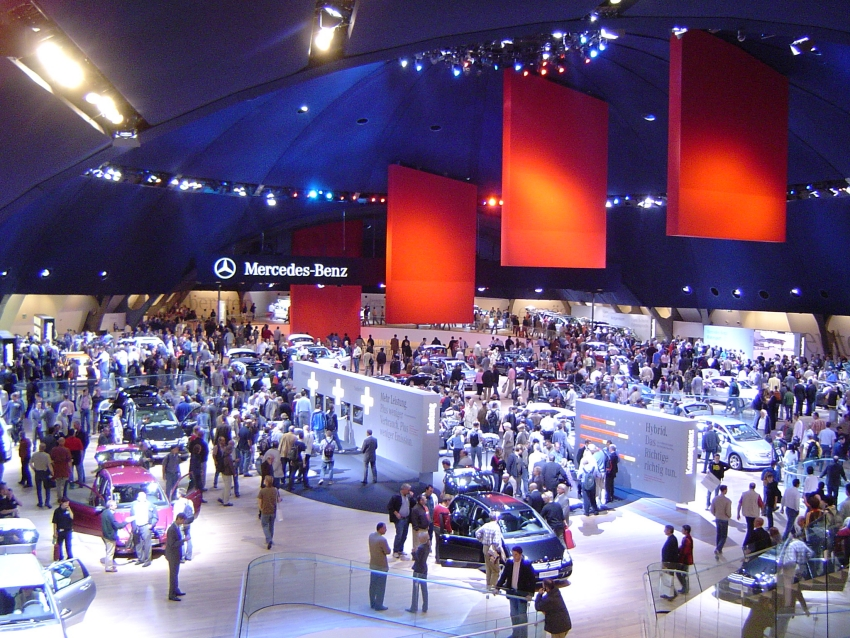
مرسدس بنز در نمایشگاه خودرو آلمان سال ۲۰۰۵.

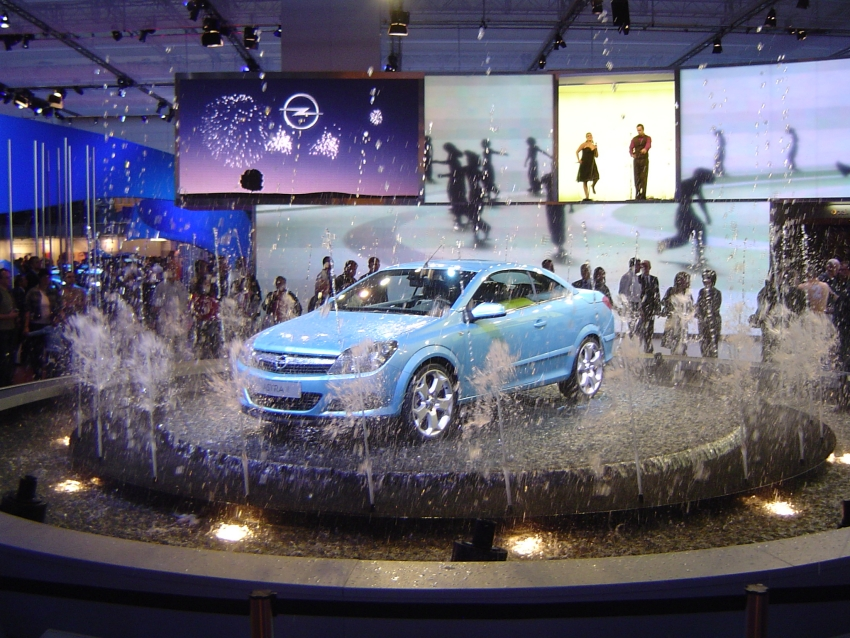
Opel Astra TwinTop در نمایشگاه خودرو آلمان سال ۲۰۰۵.

| مهم‌ترین رونمایی‌های سال ۲۰۰۵: - آئودی کیو۷ - آئودی اس۶ - Bentley Azure - Bufori MKIII La Joya - Daimler Super Eight - فیات پونتو - فورد گالکسی - هیوندای گتز (facelift) - Honda Civic - Jaguar XK - لامبورگینی گایاردو - Mercedes-Benz S-Class (W221) - Nissan Micra C+C - Peugeot 407 Coupé - پورشه کایمن - Renault Clio - Renault Egeus - Saab 9-5 - سیات لئون - تویوتا راو ۴ - Toyota Yaris - فولکس‌واگن ای‌اواس - Volkswagen Golf R32 - ولوو سی۷۰ | مهم‌ترین خودروهای مفهومی رونمایی شده در سال ۲۰۰۵: - BMW Z4 Coupé - سیتروئن دی‌اس۵ - Ford Iosis - Daihatsu HVS - EDAG Roadster - Ford Synus - جیپ کامپس - جیپ پاتریوت - Karmann SUC - مایباخ اکسلرو - Mazda Sassou - Mercedes-Benz Vision R 63 AMG - مینی - اوپل آنتارا GTC - پژو ۲۰کاپ - Peugeot Moovie - Renault Egeus - Smart Crosstown - Toyota Endo - Toyota i-unit - Mitsubishi Concept Sportback |

### ۲۰۰۷

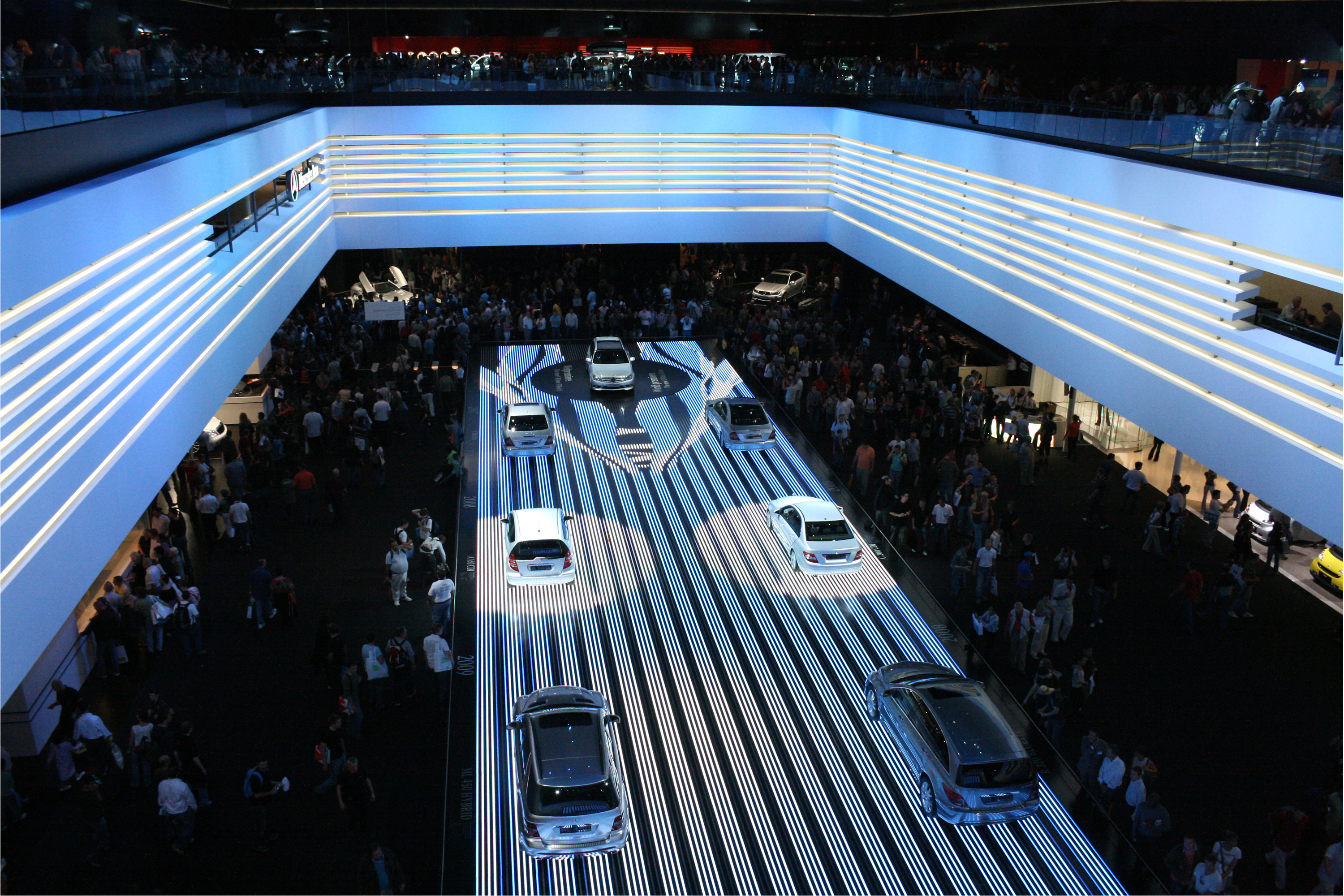
مرسدس بنز پاویلیون در نمایشگاه خودرو آلمان سال ۲۰۰۷.

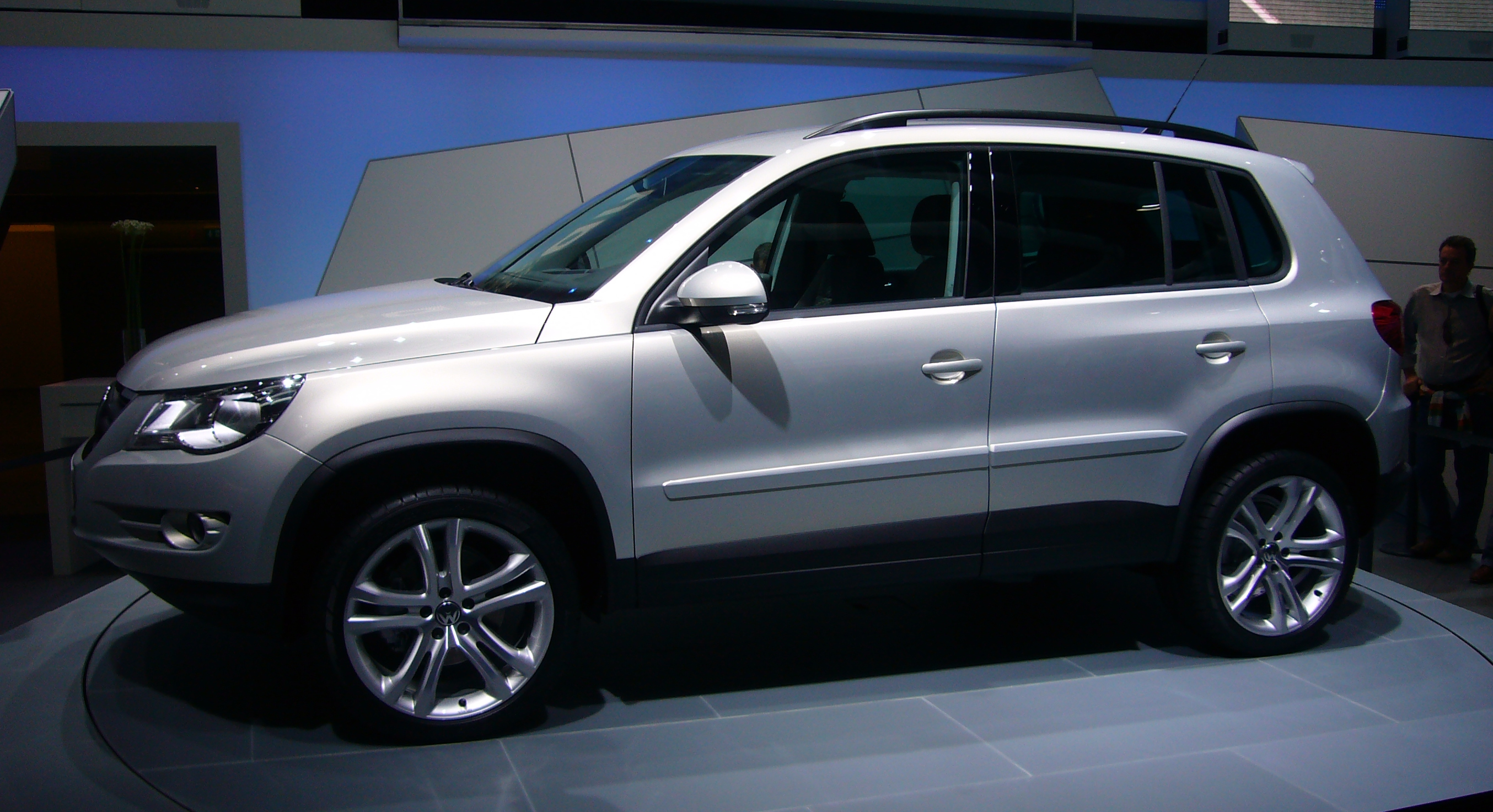
فولکس‌واگن تیگوان در نمایشگاه خودرو آلمان سال ۲۰۰۷.

تاکید مهم نمایشگاه خودرو آلمان در سال ۲۰۰۷ بر sustainable mobility قرار داشت.
مهم‌ترین رونمایی‌های سال ۲۰۰۷:
- Aston Martin DBS
- Aston Martin V8 Vantage N400
- Aston Martin DB9 LM
- آئودی ای۴
- آئودی آراس۶
- آئودی ای۸ facelift
- Bentley Continental GT Speed facelift+power upgrade
- ب‌ام‌و سری ۱ coupé
- ب‌ام‌و سری ۶ facelift
- ب‌ام‌و ام۳ coupé
- ب‌ام‌و ایکس۶
- Cadillac BLS Wagon
- Citroën C-Airscape
- دوج جرنی
- فراری اف۴۳۰ Scuderia
- Ford Focus facelift
- فورد فیستا concept – preview of 2008/09 Global Ford Fiesta
- جگوار ایکس‌اف
- Jonway UFO[۱۶]
- Kia Kee concept
- Kia Eco Cee'd concept
- کیا سید
- لامبورگینی رونتون
- Martin Motors CEO
- مزدا۶
- می‌باخ ۵۷ و ۶۲
- Mercedes-Benz F700 concept
- Mercedes-Benz ML450 Bluetec Hybrid
- Mercedes-Benz S400 Bluetec
- Mini Clubman
- اوپل آگیلا (new generation)
- پژو ۲۰۷ SW (estate)
- پژو ۳۰۸
- پورشه ۹۱۱ جی‌تی۲ Model 997
- پورشه کاین GTS – lighter and faster Cayenne
- رنو کلیو Estate
- رنو لاگونا (new generation)
- Saab 9-3 Turbo-X XWD a.k.a. Black Turbo.
- سیات تریبو
- Subaru flat-4 turbodiesel engine.
- سوزوکی Splash
- اشکودا فابیا Combi (new generation)[۱۷]
- فولکس‌واگن آپ! concept
- Wiesmann GT MF5 (Wiesmann GT with the ب‌ام‌و ام۵ E60 S85 V10 engine)

### ۲۰۰۹

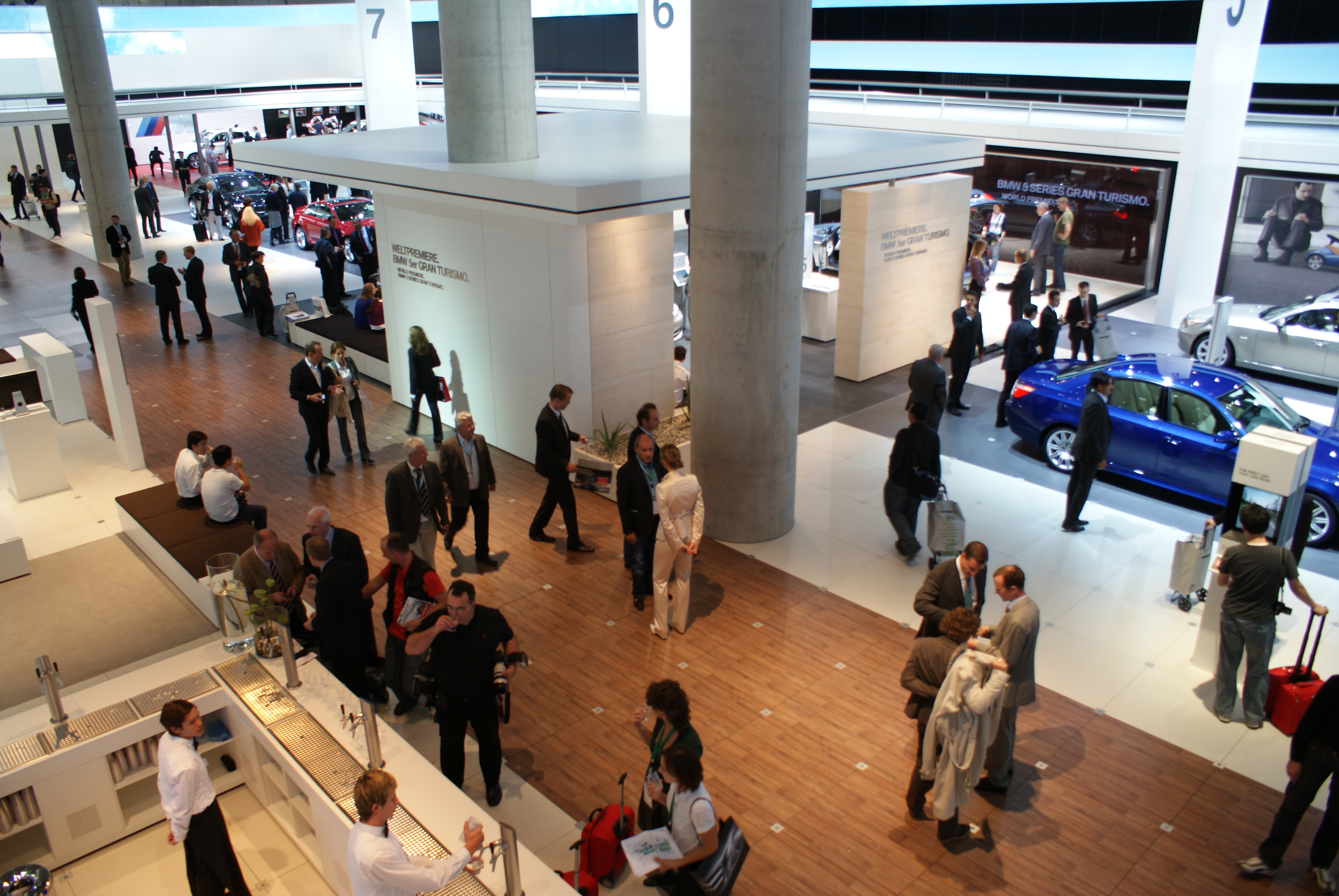
نمای داخلی ب‌ام‌و پاویلیون در نمایشگاه خودرو آلمان سال ۲۰۰۹.

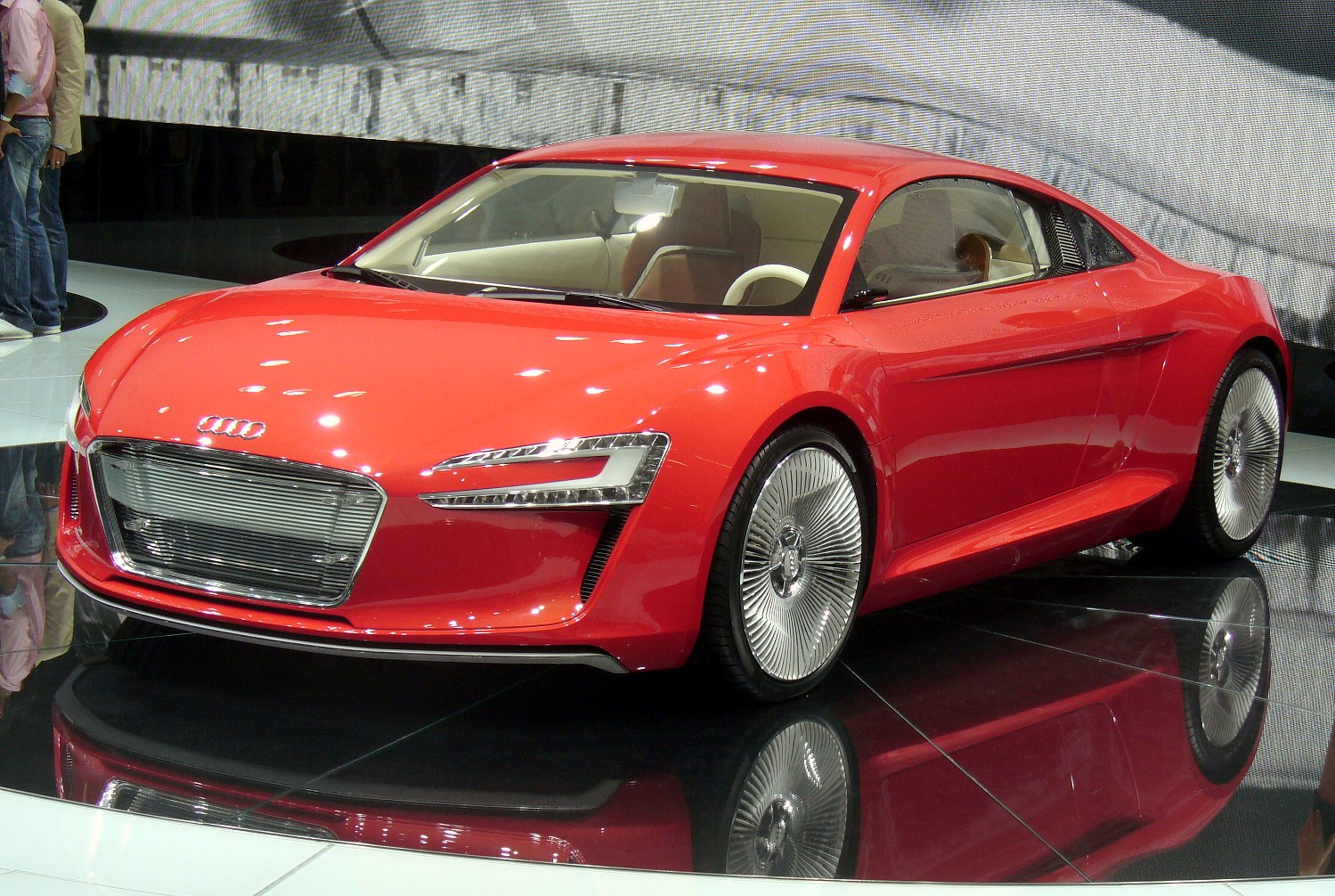
آئودی ئی-ترون در نمایشگاه خودرو آلمان سال ۲۰۰۹.

تاکید مهم نمایشگاه خودرو آلمان در سال ۲۰۰۹ را می‌شود در یک واژه خلاصه کرد: "خودرو برقی". در حقیقت هر تولیدکننده‌ای سعی داشت تا آخرین پیشرفت های خود در این زمینه را ارائه کند.,
مهم‌ترین رونمایی‌های سال ۲۰۰۹:

#### خودروهای تولیدشده
- آلفارومئو میتو Quadrifoglio Verde
- آستون مارتین رپید
- 2010 آئودی ای۵ Sportback
- 2010 Audi R8 Spyder
- 2010 Bentley Mulsanne
- 2010 ب‌ام‌و سری ۵ گرن توریزمو
- 2010 BMW 740d
- 2010 ب‌ام‌و ایکس۱
- 2010 BMW ActiveHybrid X6
- 2010 BMW ActiveHybrid 7
- Citroën C3
- سیتروئن دی‌اس۳
- 2010 دوج کالیبر
- 2010 فراری ۴۵۸ ایتالیا
- Fiat 500 Abarth by Ferrari
- Fiat Punto Evo
- Fiat Qubo Treking
- 2011 فورد سی-مکس
- 2011 Ford Grand C-Max
- G-Wix electric cars[نیازمند منبع]
- 2010 هوندا سی‌آر-وی
- 2010 هیوندای آی۱۰ Electric
- 2010 Hyundai ix35
- Hyundai Santa Fe
- 2010 Jaguar XJ
- 2010 کوئنیگزگ CCXR Trevita
- 2010 کیا سید facelift
- 2010 کیا ونگا
- 2010 کیا سورنتو
- کیا سراتو کوپه LPI Hybrid (European debut)
- کیا سید Hybrid
- کیا سورنتو Hybrid
- Kia Venga MPV
- 2010 لامبورگینی رونتون Roadster
- Lexus IS-F sport package
- Lotus Elise Club Racer[۱۹]
- Lotus Evora Club Racer
- 2011 Maserati GranCabrio
- Mazda CX-7
- 2010 مرسدس-بنز کلاس-ئی Estate
- 2010 مرسدس بنز اس‌ال‌اس ای‌ام‌جی
- 2010 Opel Astra
- 2010 پژو آرسی‌زد
- 2010 پژو ۵۰۰۸
- 2011 پژو یون
- 2010 Porsche 911 Sport Classic & Turbo
- 2010 پورشه ۹۱۱ جی‌تی۳ Cup & RS
- 2010 پورشه پانامرا (European debut)
- Range Rover Sport
- 2010 REVA NXR and NXG
- رولزرویس گوست
- 2010 Saab 9-5
- SEAT León Cupra R
- اشکودا ساپرب Estate
- 2010 سوبارو لگاسی (European debut)
- 2010 Subaru Outback (European debut)
- 2010 Toyota Land Cruiser
- 2010 Volkswagen California
- 2010 Volkswagen Caravelle
- 2010 Volkswagen Golf BlueMotion
- 2010 فولکس‌واگن پاسات BlueMotion
- 2010 Volkswagen Polo 3dr and GTI
- 2010 Volkswagen Polo BlueMotion
- 2010 Volkswagen Golf R
- 2010 Volkswagen Transporter
- 2011 ولوو سی۳۰
- 2011 ولوو سی۷۰
- 2010 ولوو ایکس‌سی۶۰ R-Design

#### خودروهای مفهومی
| - آئودی ئی-ترون - ب ام و آی۸ - Bugatti 16C Galibier (previous called Bugatti Bordeaux) - Citroën Revolte - Hyundai ix Metro - Lexus LF-Ch - مزدا ام‌ایکس-۵ Superlight - Mercedes-Benz Vision S 500 Plug-in Hybrid - Mini Coupé and Roadster - Peugeot BB1 | - رنو فلیوینس Z.E. - رنو کانگو Z.E. - رنو توئیزی Z.E. - رنو زوئی Z.E. - SEAT Ibz concept - تسلا مدل اس - Trabant nT - Toyota Auris HSD Full Hybrid Concept - Toyota iQ Sport - Toyota Prius Plug-In Hybrid Concept - Volkswagen E-Up - خودرو یک لیتری فولکس واگن |

### ۲۰۱۱

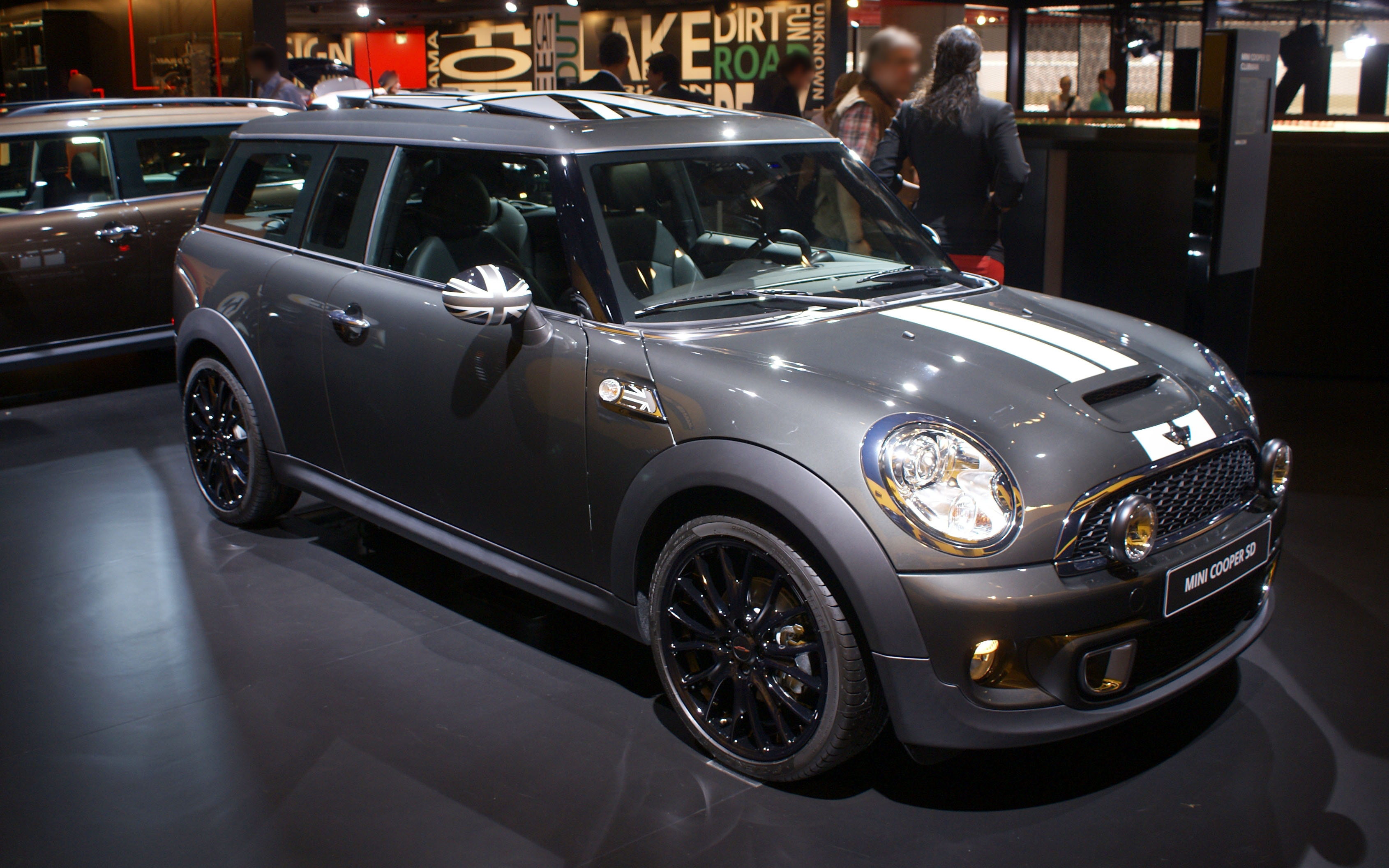
Mini Clubman

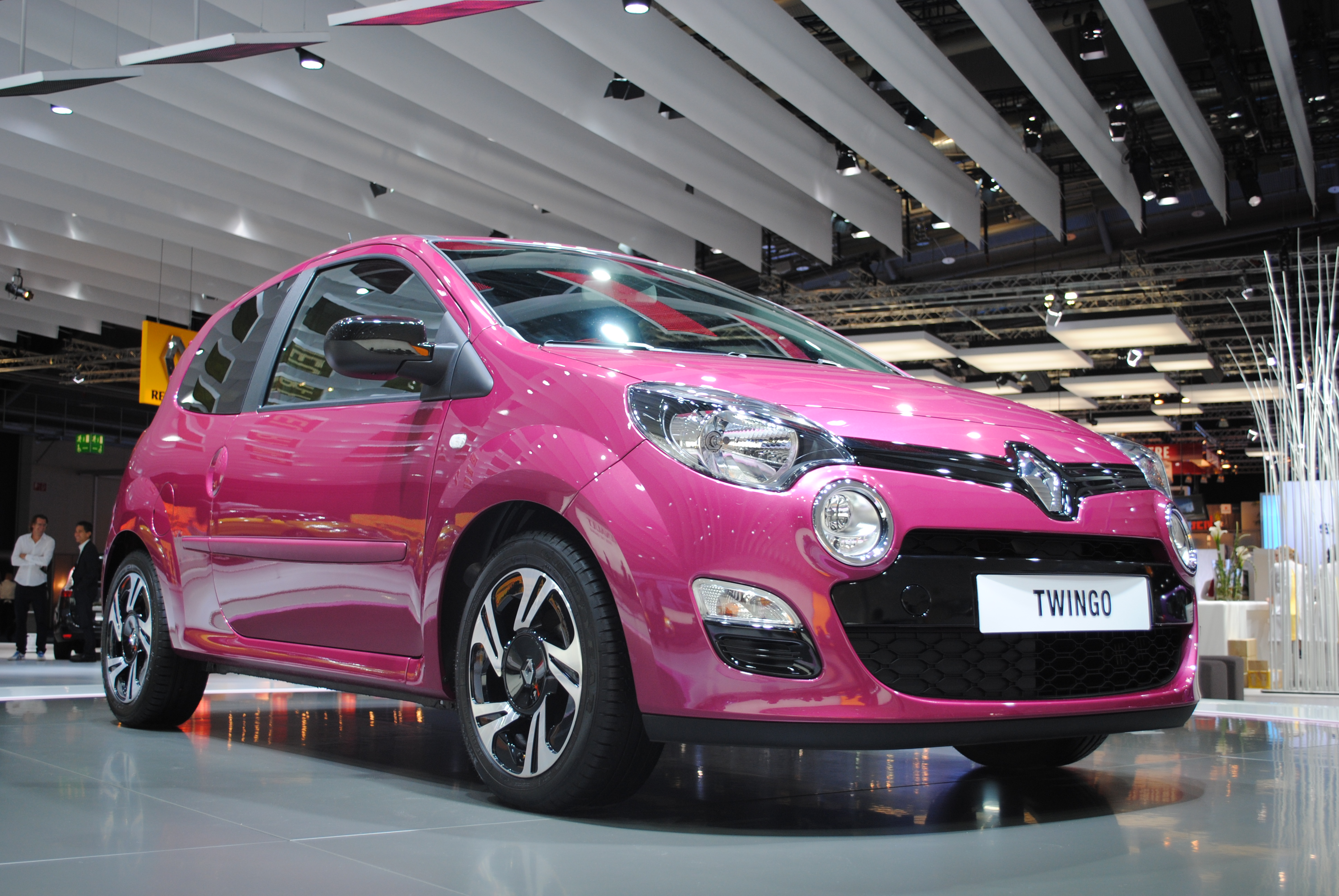
رنو توئینگو

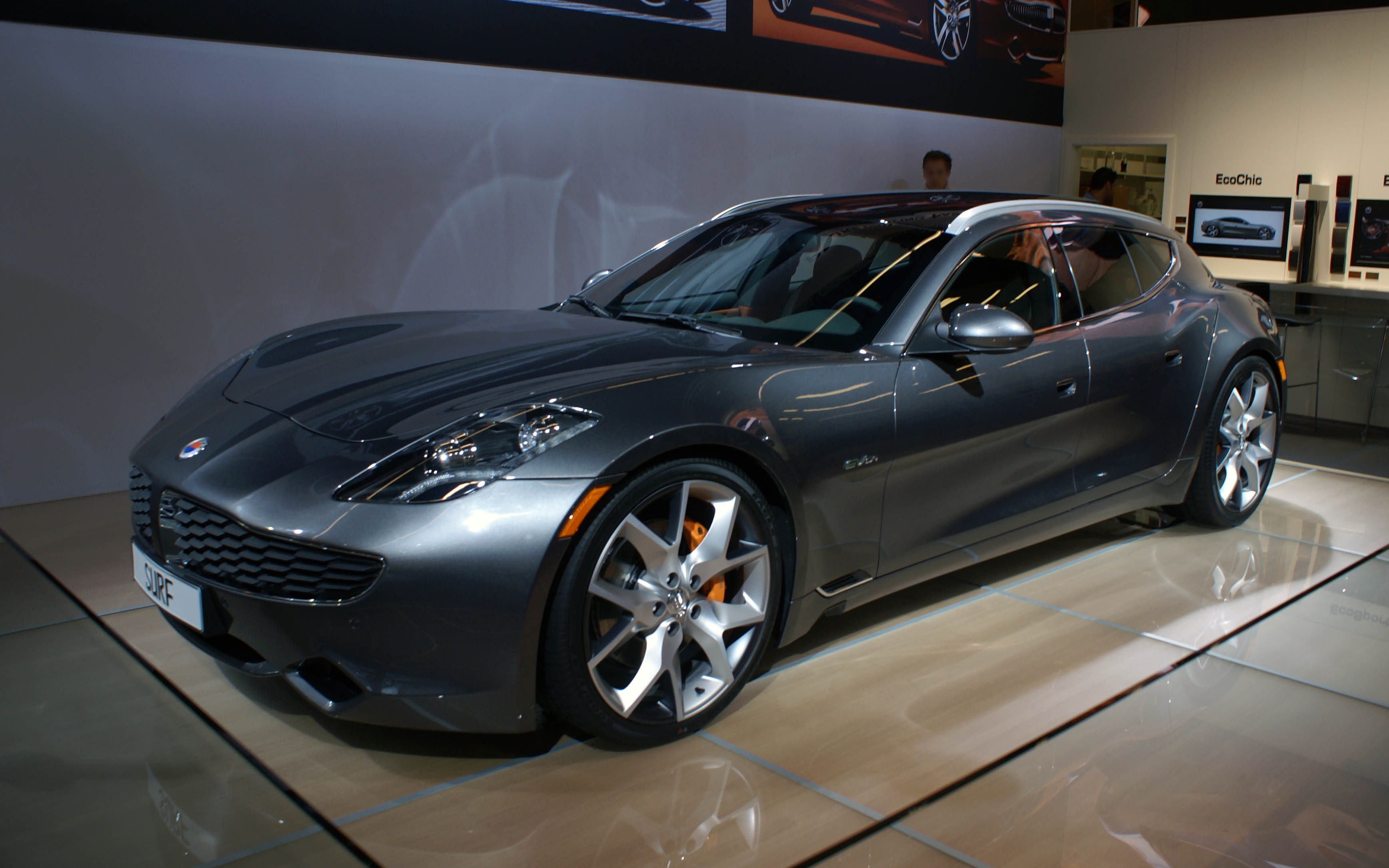
فیسکر کارما

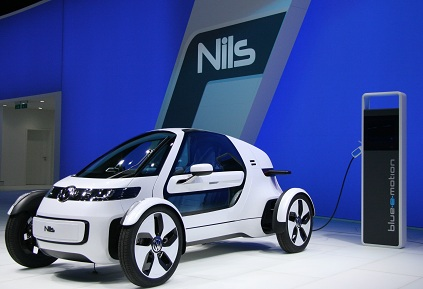
Volkswagen Nils

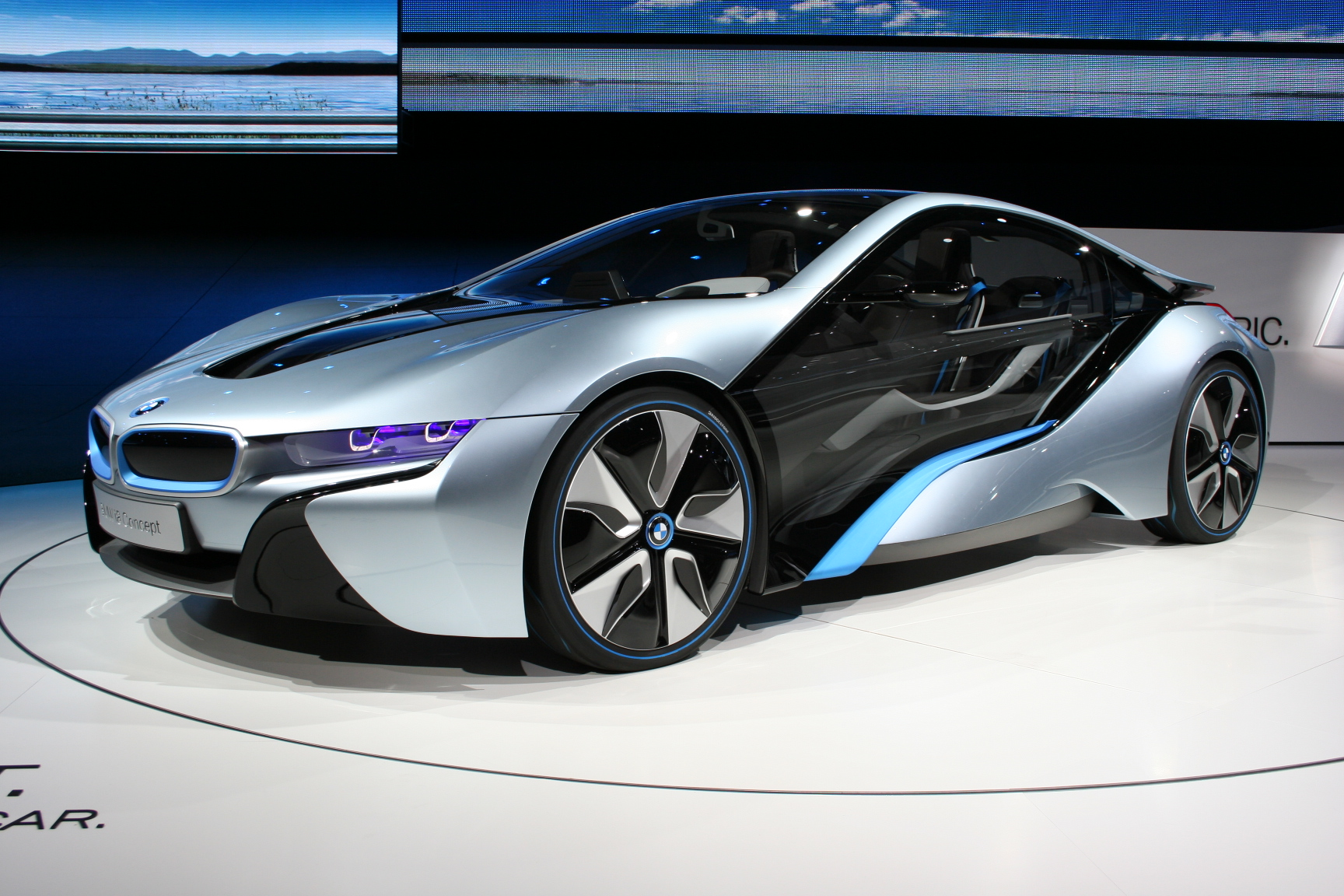
ب ام و آی۸

نمایشگاه سال ۲۰۱۱ از ۱۳ام تا ۲۵ام سپتامبر به طول انجامید. این نمایشگاه که در سال ۲۰۱۱ برگزار شد، ۶۴امین نسخه نمایشگاه خودرو آلمان بود که ۱،۰۱۲ برگزارکننده از ۳۲ کشور و بیش از ۸۲۸،۰۰۰ بازدیدکننده از ۱۰۵ کشور جهان در آن شرکت داشتند. در نمایشگاه سال ۲۰۱۱ بیش از ۱۲،۰۰۰ خبرنگار از سراسر دنیا حضور داشتند. در این نمایشگاه همچونین ۱۸۳ برند تازه نیز رونمایی شد.

#### خودروهای تولیدشده
- 2012 آبارت 695 Competizione
- 2012 آلفارومئو میتو 0.9 TwinAir 85
- 2012 آستون مارتین دی‌بی‌اس Carbon Edition
- 2012 آئودی ای۵/S5 facelift
- 2012 آئودی اس۶
- 2012 آئودی ای۷
- 2012 آئودی ای۸
- 2012 Audi R8 GT Spyder
- 2012 بنتلی کانتیننتال جی‌تی
- 2012 ب‌ام‌و سری ۱
- 2012 ب‌ام‌و ام۵
- 2012 شورلت کامارو (European version)
- 2012 شورلت ملیبو (European version)
- 2012 سیتروئن دی‌اس۵
- فراری ۴۵۸ ایتالیا Spider
- 2012 Fiat Panda
- 2012 فورد فیستا ECOnetic
- 2012 Ford Focus ST (production version)
- 2011 Honda Civic (European version)
- 2012 هیوندای آی۳۰
- 2012 جگوار ایکس‌اف
- 2012 جیپ رانگلر 3.6 V6
- Kia K9
- 2012 کیا ریو 3-door
- 2012 لامبورگینی گایاردو LP570-4
- 2012 Lancia Flavia Cabrio
- 2012 Lancia Thema
- 2012 Lancia Voyager
- 2013 لکسوس جی‌اس
- 2013 لوتوس اکسیج
- 2012 مزدا سی‌ایکس-۵
- 2012 مرسدس بنز رده بی
- Mia electric
- Mini Coupé
- 2012 Opel/Vauxhall Astra GTC
- 2012 Opel/Vauxhall Combo
- 2012 Opel/Vauxhall Zafira Tourer
- 2012 پژو ۵۰۸ RXH Diesel Hybrid
- 2012 Porsche 911 Carrera
- 2011 Radical Sportscars SR3 SL
- 2012 Renault Koleos facelift
- 2012 رنو توئینگو facelift
- 2012 سیات اکسیو facelift
- 2012 اسمارت فورتوی برقی
- 2012 سوبارو امیپرزا
- 2012 سوزوکی سوییفت Sport
- 2012 تویوتا اونسیس facelift
- 2012 Toyota Prius+ (European version)
- 2012 Toyota Yaris
- 2012 فولکس‌واگن آپ!
- Yo-Mobil

#### خودروهای مفهومی
- Alfa Romeo 4C
- آئودی ای۲ Concept
- Audi Urban Concept
- Audi Urban Spyder Concept
- ب‌ام‌و آی۳
- ب ام و آی۸
- Chevrolet Miray
- Citroën Tubik
- Eterniti Motors Hemera[۲۷]
- Fisker Surf
- Ford Evos
- فورد فیستا concept
- اینفینیتی اف‌ایکس Sebastian Vettel Concept
- Jaguar C-X16
- Kia GT
- Land Rover DC100
- Maserati Kubang
- مرسدس بنز رده بی E-CELL Plus Concept
- Mercedes-Benz F125
- Mitsubishi PX-MiEV
- Opel RAK e
- Peugeot HX1
- Renault Frendzy electric concept
- Rimac Concept One electric supercar
- Seat IBL
- Skoda Mission L
- Smart forvision
- SsangYong XUV-1
- فولکس قورباغه‌ای R concept
- Volkswagen Buggy up!
- Volkswagen Nils
- Volvo Concept You

### ۲۰۱۳

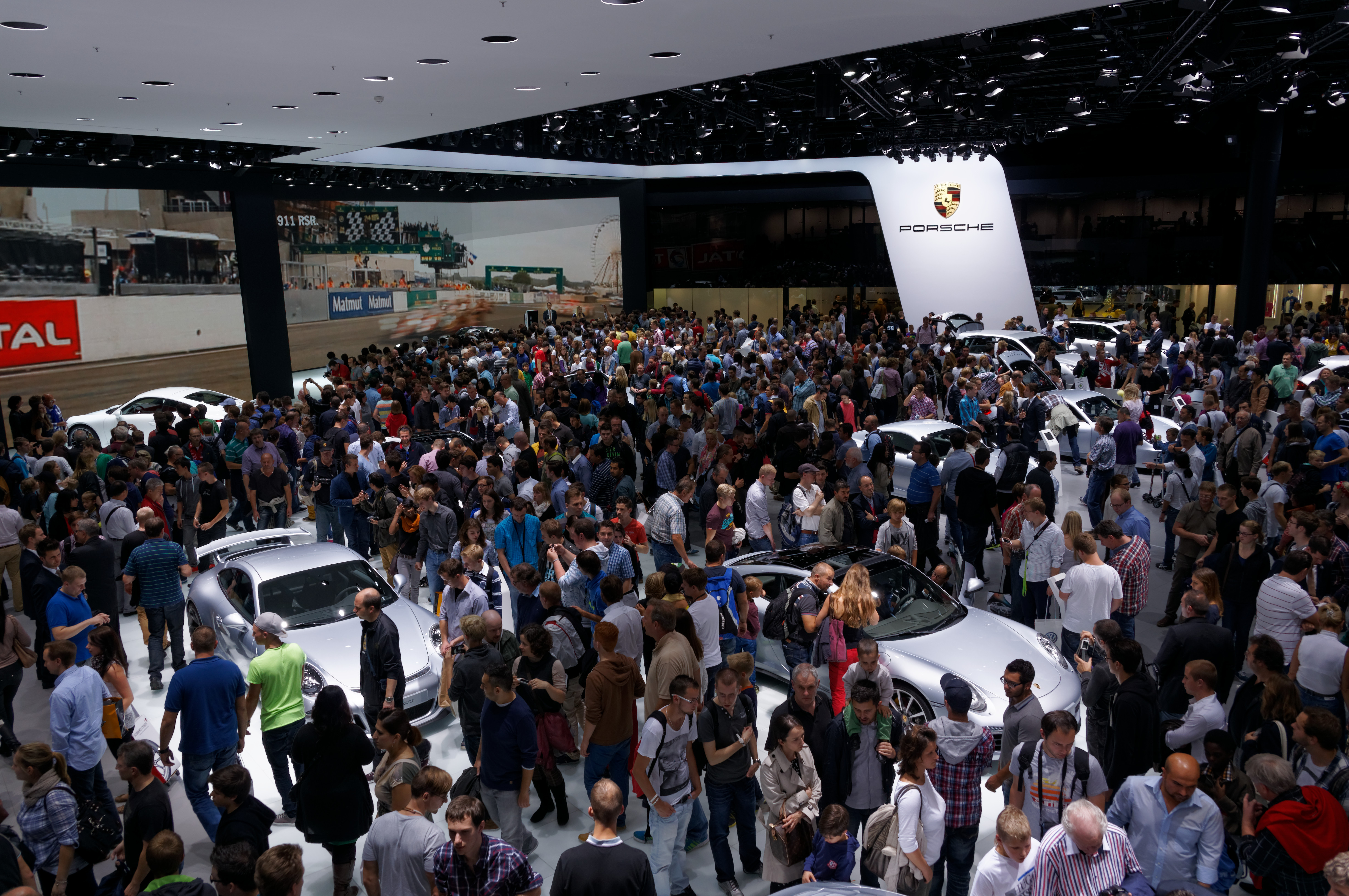
نمای داخلی پورشه در نمایشگاه خودرو آلمان سال ۲۰۱۳.

مدت این نمایشگاه از ۱۰ سپتامبر تا ۲۲ همین ماه بود.
نیسان نوعی "ساعت هوشمند" را رونمایی کرد که نشانگرهای زیستی‌ای مثل ضربان قلب و دمای بدن کاربر را اندازه می‌گیرد و قادر است داده‌های مربوط به خودرو همچون میزان سوخت را نیز نمایش دهد.

#### خودروهای تولیدشده
- آبارت 595 50 Anniversario[۲۹]
- آبارت 695 Tributo Maserati[۳۰]
- 2014 Alfa Romeo Giulietta[۳۱]
- آلفارومئو میتو[۳۲]
- آستون مارتین ونکوئیچ Volante[۳۳]
- Audi A8/S8[۳۴]
- Audi A3/S3 Cabriolet[۳۵]
- آئودی ای۳ Ultra[۳۶]
- بنتلی کانتیننتال جی‌تی V8 S[۳۷]
- ب‌ام‌و سری ۵[۳۸]
- ب‌ام‌و ایکس۵[۳۹]
- ب‌ام‌و آی۳
- ب ام و آی۸
- BMW 4 Coupé[۴۰]
- Bugatti Veyron Grand Sport Vitesse Jean Bugatti[۴۱]
- کاترهام سون 165[۴۲]
- 2014 شورلت کروز[۴۳]
- شورلت کامارو[۴۴]
- Citroën Grand C4 Picasso[۴۵]
- سیتروئن دی‌اس۳ Cabrio Racing[۴۶]
- داچیا داستر[۴۷]
- فراری ۴۵۸ ایتالیا[۴۸]
- فیات پاندا 4x4 Antartica[۴۹]
- Fiat 500C GQ[۵۰]
- Ford Focus EcoBoost[۵۱]
- Honda Civic Tourer[۵۲]
- هیوندای آی۱۰[۵۳]
- Jaguar XJ/XJR[۵۴]
- Jeep Wrangler Polar[۵۵]
- کیا اوپتیما facelift[۵۶]
- کیا سول (European introduction)[۵۶]
- Lamborghini Gallardo LP570-4 Squadra Corse[۵۷]
- Lancia Voyager S[۵۸]
- 2014 Lancia Delta[۵۸]
- لندروور دیسکاوری[۵۹]
- Lexus GS 300h[۶۰]
- مازراتی گیبلی[۶۱]
- 2014 مزدا ۳[۶۲]
- مرسدس-بنز کلاس-اس (W222)[۶۳]
- Mercedes-Benz S 500 Plug-in Hybrid[۶۴]
- مرسدس بنز جی ال ای[۶۵]
- نیسان مارس (European facelift)[۶۶]
- 2014 نیسان ایکس-تریل[۶۷]
- Opel Adam White & Black Link[۶۸]
- 2014 اوپل اینسیگنیا facelift & Country Tourer[۶۹]
- پژو ۳۰۸[۷۰]
- پژو ۳۰۰۸ facelift[۷۱]
- پژو آرسی‌زد R[۷۲]
- پورشه ۹۱۸ Spyder[۷۳]
- Porsche 911 Turbo/Turbo S[۷۴]
- Renault Koleos 2nd facelift[۷۵]
- رنو لتیتیود[۷۶]
- رنو مگان 2nd facelift[۷۷]
- سیات لئون ST[۷۸]
- اشکودا اکتاویا vRS[۷۹]
- Škoda Rapid Spaceback[۸۰]
- 2014 Škoda Yeti facelift[۸۱]
- سوزوکی سوییفت Sport[۸۲]
- فولکس‌واگن آپ![۸۳]
- Seat Leon ST[۸۴]
- Volkswagen e-Golf[۸۵]
- Volkswagen Golf R[۸۶]

#### خودروهای مفهومی
- Audi nanuk quattro concept
- Audi Spacer Concept[۸۷]
- Cadillac Elmiraj[۸۸]
- Citroën Cactus Concept[۸۹]
- فورد اس-مکس Concept
- فورد موندئو Vignale Concept[۹۰]
- Infiniti Q30[۹۱]
- کیا نیرو[۹۲]
- Lexus LF-NX[۹۳]
- Mercedes-Benz S-Class Coupé concept[۹۴]
- Mini Vision Concept[۹۵]
- Opel Monza Concept
- پژو ۳۰۸ R Concept[۹۶]
- Smart fourjoy[۹۷]
- Renault Initiale Paris[۹۸]
- سوبارو امیپرزا Concept[۹۹]
- Volkswagen Golf Sportsvan
- Volvo Concept Coupé
- Jaguar CX-17 Concept

## آمارها
| تعداد اداره‌کنندگان | سال  | تعداد برگزارکنندگان | تعداد بازدیدکنندگان |
| ------------------ | ---- | ------------------- | ------------------- |
| ۲۲                 | ۱۹۳۱ | —                   | ۲۹۵٬۰۰۰             |
| ۲۹                 | ۱۹۳۹ | —                   | ۸۲۵٬۰۰۰             |
| ۳۵                 | ۱۹۵۱ | —                   | ۵۷۰٬۰۰۰             |
| ۵۲                 | ۱۹۸۹ | ۲٬۰۰۰               | ۱٬۲۰۰٬۰۰۰           |
| ۵۳                 | ۱۹۹۱ | ۱٬۲۷۱               | ۹۳۵٬۰۰۰             |
| ۵۹                 | ۲۰۰۱ | —                   | ۸۰۰٬۰۰۰             |
| ۶۰                 | ۲۰۰۳ | ۲٬۰۰۰               | ۱٬۰۰۰٬۰۰۰           |
| ۶۱                 | ۲۰۰۵ | —                   | ۹۴۰٬۰۰۰             |
| ۶۲                 | ۲۰۰۷ | ۱٬۰۸۱               | ۱٬۰۰۰٬۰۰۰           |
| ۶۴                 | ۲۰۱۱ | ۱٬۰۱۲               | ۹۲۸٬۱۰۰             |
| ۶۵                 | ۲۰۱۳ | ۱٬۰۹۸               | ۹۰۰٬۰۰۰             |

| تعداد اداره‌کنندگان | سال  | تعداد برگزارکنندگان | تعداد بازدیدکنندگان |
| ------------------ | ---- | ------------------- | ------------------- |
| ۵۳                 | ۱۹۹۲ | ۱٬۲۸۴               | ۲۸۷٬۰۰۰             |
| ۵۸                 | ۲۰۰۰ | ۱٬۳۱۸               | —                   |
| ۵۹                 | ۲۰۰۲ | —                   | ۲۳۷٬۰۰۰             |
| ۶۰                 | ۲۰۰۴ | ۱٬۳۷۰               | —                   |
| ۶۱                 | ۲۰۰۶ | ۱٬۵۵۶               | ۲۶۵٬۵۰۰             |
| ۶۲                 | ۲۰۰۸ | ۲٬۰۸۴               | ۳۰۰٬۰۰۰             |
| ۶۳                 | ۲۰۱۰ | ۱٬۷۵۱               | ۲۵۰٬۰۰۰             |
| ۶۴                 | ۲۰۱۲ | ۱٬۹۰۴               | ۲۶۲٬۳۰۰             |
| ۶۵                 | ۲۰۱۴ | ن/م                 | ۲۵۰٬۰۰۰             |